# Ronde van de Algarve 2017
De 43e editie van de wielerwedstrijd Ronde van de Algarve vond plaats van 15 tot en met 19 februari 2017 in de Algarve, in Portugal. De rittenwedstrijd startte in Lagos en eindigde op de Alto do Malhão in Silves. De ronde maakte deel uit van de UCI Europe Tour 2017, in de categorie 2.1. Deze editie werd gewonnen door de Sloveen Primož Roglič.

## Etappe-overzicht
| etappe | start     | finish         | type                | afstand  | winnaar              | klassementsleider |
| ------ | --------- | -------------- | ------------------- | -------- | -------------------- | ----------------- |
| 1e     | Albufeira | Lagos          | Vlakke rit          | 182,9 km | Fernando Gaviria     | Fernando Gaviria  |
| 2e     | Lagoa     | Fóia           | Heuvelrit           | 189,3 km | Daniel Martin        | Daniel Martin     |
| 3e     | Sagres    | Sagres         | Individuele tijdrit | 18 km    | Jonathan Castroviejo | Primož Roglič     |
| 4e     | Almodôvar | Tavira         | Heuvelrit           | 203,4 km | André Greipel        | Primož Roglič     |
| 5e     | Loulé     | Alto do Malhão | Bergrit             | 179,2 km | Amaro Antunes        | Primož Roglič     |

## Klassementsleiders
| Etappe      | Winnaar              | Algemeen         | Punten           | Berg               | Jongeren         |
| 1           | Fernando Gaviria     | Fernando Gaviria | Fernando Gaviria | Adam de Vos        | Fernando Gaviria |
| 2           | Daniel Martin        | Daniel Martin    | Daniel Martin    | Daniel Martin      | Tiesj Benoot     |
| 3           | Jonathan Castroviejo | Primož Roglič    | Daniel Martin    | Daniel Martin      | Tiesj Benoot     |
| 4           | André Greipel        | Primož Roglič    | André Greipel    | Daniel Martin      | Tiesj Benoot     |
| 5           | Amaro Antunes        | Primož Roglič    | André Greipel    | Juan Felipe Osorio | Tiesj Benoot     |
| Eindstanden | Eindstanden          | Primož Roglič    | André Greipel    | Juan Felipe Osorio | Tiesj Benoot     |

## Etappe-uitslagen

### 1e etappe
| Albufeira – Lagos (182,9 km) |                  |                   |          |
| Plaats                       | Naam             | Ploeg             | Tijd     |
| Winnaar                      | Fernando Gaviria | Quick-Step Floors | 4u28'32" |
| 2                            | André Greipel    | Lotto-Soudal      | z.t.     |
| 3                            | Nacer Bouhanni   | Cofidis           | z.t.     |

### 2e etappe
| Lagoa – Fóia (189,3 km) |                    |                    |          |
| Plaats                  | Naam               | Ploeg              | Tijd     |
| Winnaar                 | Daniel Martin      | Quick-Step Floors  | 4u46'35" |
| 2                       | Primož Roglič      | Team LottoNL-Jumbo | z.t.     |
| 3                       | Michał Kwiatkowski | Team Sky           | + 20"    |

### 3e etappe
| Sagres – Sagres (individuele tijdrit over 18 km) |                      |                        |        |
| Plaats                                           | Naam                 | Ploeg                  | Tijd   |
| Winnaar                                          | Jonathan Castroviejo | Movistar               | 21'24" |
| 2                                                | Tony Martin          | Team Katjoesja Alpecin | + 4"   |
| 3                                                | Primož Roglič        | Team LottoNL-Jumbo     | + 5"   |

### 4e etappe
| Almodôvar – Tavira (203,4 km) |                   |                    |          |
| Plaats                        | Naam              | Ploeg              | Tijd     |
| Winnaar                       | André Greipel     | Lotto-Soudal       | 4u57'51" |
| 2                             | John Degenkolb    | Trek-Segafredo     | z.t.     |
| 3                             | Dylan Groenewegen | Team LottoNL-Jumbo | z.t.     |

### 5e etappe
| Loulé – Alto do Malhão (179,2 km) |                |                             |          |
| Plaats                            | Naam           | Ploeg                       | Tijd     |
| Winnaar                           | Amaro Antunes  | W52-FC Porto                | 4u29'28" |
| 2                                 | Vicente García | Louletano-Hospital de Loulé | + 12"    |
| 3                                 | Tiesj Benoot   | Lotto-Soudal                | z.t.     |

## Eindklassementen
| Plaats    | Naam                 | Ploeg                  | Tijd      |
| --------- | -------------------- | ---------------------- | --------- |
| Gele trui | Primož Roglič        | Team LottoNL-Jumbo     | 19u04'03" |
| 2         | Michał Kwiatkowski   | Team Sky               | + 22"     |
| 3         | Tony Gallopin        | Lotto-Soudal           | + 55"     |
| 4         | Luis León Sánchez    | Astana Pro Team        | + 59"     |
| 5         | Amaro Antunes        | W52-FC Porto           | + 1'29"   |
| 6         | Daniel Martin        | Quick-Step Floors      | + 1'36"   |
| 7         | Jonathan Castroviejo | Movistar               | + 1'40"   |
| 8         | Tiesj Benoot         | Lotto-Soudal           | + 1'42"   |
| 9         | Rinaldo Nocentini    | Sporting/Tavira        | + 1'56"   |
| 10        | Edgar Pinto          | LA Alumínios-Metalusa  | + 2'19"   |
| 11        | Tony Martin          | Team Katjoesja Alpecin | + 2'38"   |
| 12        | Simon Špilak         | Team Katjoesja Alpecin | + 2'41"   |
| 13        | Alejandro Marques    | Sporting/Tavira        | + 2'46"   |
| 14        | Davide Villella      | Cannondale-Drapac      | + 2'50"   |
| 15        | Jaime Rosón          | Caja Rural-Seguros RGA | + 2'58"   |
| 16        | Peio Bilbao          | Astana Pro Team        | + 3'13"   |
| 17        | Ricardo Vilela       | Manzana Postobón       | + 3'14"   |
| 18        | Nelson Oliveira      | Movistar               | + 3'20"   |
| 19        | Michele Scarponi     | Astana                 | + 3'21"   |
| 20        | Tiago Machado        | Team Katjoesja Alpecin | + 3'27"   |
|           |                      |                        |           |
| 30        | Maurits Lammertink   | Team Katjoesja Alpecin | + 6'00"   |

| Plaats      | Naam          | Ploeg              | Punten |
| ----------- | ------------- | ------------------ | ------ |
| Groene trui | André Greipel | Lotto-Soudal       | 53     |
| 2           | Amaro Antunes | W52-FC Porto       | 38     |
| 3           | Primož Roglič | Team LottoNL-Jumbo | 30     |
|             |               |                    |        |
| 10          | Tiesj Benoot  | Lotto-Soudal       | 17     |

| Plaats      | Naam               | Ploeg             | Punten |
| ----------- | ------------------ | ----------------- | ------ |
| Blauwe trui | Juan Felipe Osorio | Manzana Postobón  | 17     |
| 2           | Daniel Martin      | Quick-Step Floors | 10     |
| 3           | Amaro Antunes      | W52-FC Porto      | 10     |
|             |                    |                   |        |
| 7           | Jesper Asselman    | Roompot           | 7      |

| Plaats     | Naam            | Ploeg          | Tijd      |
| ---------- | --------------- | -------------- | --------- |
| Witte trui | Tiesj Benoot    | Lotto Soudal   | 19u05'45" |
| 2          | Anthony Turgis  | Cofidis        | + 2'29"   |
| 3          | Silvio Herklotz | BORA-hansgrohe | + 3'51"   |

| Plaats | Ploeg                  | Tijd      |
| ------ | ---------------------- | --------- |
|        | Astana                 | 57u19'07" |
| 2      | Team Katjoesja Alpecin | + 1'47"   |
| 3      | Movistar               | + 2'49"   |